# Pyłypowyczi (obwód kijowski)
Pyłypowyczi (ukr. Пилиповичі, hist. pol. Filipowicze) – wieś na Ukrainie, w obwodzie kijowskim, w rejonie buczańskim, w hromadzie Borodzianka. W 2001 liczyła 1387 mieszkańców, spośród których 1364 wskazało jako ojczysty język ukraiński, a 23 rosyjski.
Znajduje tu się przystanek kolejowy Makijczukowe, położony na linii Kijów – Korosteń – Kowel.